# Joeri Moisejev
Joeri Ivanovitsj Moisejev (Russisch: Юрий Иванович Моисеев) (Penza, 15 juli 1940 - Moskou, 23 september 2005) was een Sovjet-Russisch ijshockeyer. Hij speelde voor HC CSKA Moskou. 
Moisejev won tijdens de Olympische Winterspelen 1968 de gouden medaille, dit gold ook als wereldkampioenschap.
Moisejev werd achtmaal landskampioen.